# Mistrovství Československa v atletice 1982
Mistrovství Československa mužů a žen v atletice 1982 v kategoriích mužů a žen se konalo v sobotu 10. července a v neděli 11. července v Praze na stadionu Evžena Rošického zhruba dva měsíce před atletickým mistrovstvím Evropy v Aténách.
Na tomto šampionátu ženy teprve podruhé v historii absolvovaly místo pětiboje sedmiboj. Někteří z účastníků tohoto domácího mistrovství zanedlouho získali medaile na atletickém mistrovství Evropy v Aténách – Imrich Bugár, Remigius Machura, Jan Leitner, Jarmila Kratochvílová, Taťána Kocembová a spolu se dvěma posledně jmenovanými ve štafetě ještě Milena Matějkovičová a Věra Tylová.   

## Československé rekordy
- Josef Hrabal na mistrovství překonal československý rekord ve skoku do výšky výkonem 226 cm.
- Československý rekord vyrovnal časem 10,35 s Zdeněk Mazur v běhu na 100 m.[1]

## Medailisté

### Muži
| Soutěž                      | Zlato                                                                                | Stříbro                                                                     | Bronz                                                                                |
| 100 m                       | Zdeněk Mazur 10,35                                                                   | Adolf Forman 10,85                                                          | Ludvík Svoboda 10,86                                                                 |
| 200 m                       | František Břečka 21,20                                                               | Miroslav Dongres 21,32                                                      | Karel Kopeček 21,53                                                                  |
| 400 m                       | Stanislav Sajdok 46,07                                                               | František Břečka 46,69                                                      | Dušan Malovec 47,00                                                                  |
| 800 m                       | Jan Kubista 1:48,1                                                                   | Martin Kamenský 1:48,58                                                     | Tomáš Tůma 1:51,66                                                                   |
| 1500 m                      | Josef Vedra 3:44,69                                                                  | Arpád Bari 3:45,53                                                          | Vladimír Slouka 3:46,29                                                              |
| 5000 m                      | Ivan Uvizl 13:58,72                                                                  | Stanislav Tábor 14:03,28                                                    | Miroslav Bauckman 14:05,85                                                           |
| 10 000 m                    | Martin Vrábeľ 28:57,24                                                               | Jiří Sýkora 29:16,11                                                        | Jiří Beran 29:21,25                                                                  |
| 110 m př.                   | Jan Těšitel 14,30                                                                    | Tomáš Beneš 14,34                                                           | Zdeněk Farský 14,36                                                                  |
| 400 m př.                   | Ladislav Kárský 51,17                                                                | Dušan Žiška 51,87                                                           | Martin Čadek 51,88                                                                   |
| 3000 m př.                  | Milan Behúň 8:44,4                                                                   | Miroslav Zoubek 8:32,4                                                      | Petr Gregořica 8:44,6                                                                |
| 4 × 100 m                   | Milan Wardas Josef Lomický Jaroslav Priščák Miroslav Zahořák Dukla Praha 40.71       | Tomáš Beneš Ludvík Svoboda Karel Kopeček Ivo Bilík Sparta Praha 41.41       | Drahoslav Česák Jozef Vilček Zdeněk Lubenský František Břečka RH Praha 41.53         |
| 4 × 400 m                   | Bohumil Táborský Josef Lomický Miroslav Zahořák Stanislav Sajdok Dukla Praha 3:10.87 | Miroslav Kodejš Ladislav Kárský Ivan Čížek Jan Kubista Sparta Praha 3:15.10 | Antonín Pařízek Stanislav Staněk Luděk Táborský Karel Kopeček Sparta Praha B 3:17.22 |
| Skok do výšky               | Josef Hrabal 226 cm                                                                  | Vladimír Štalmach 215 cm                                                    | Ľubomír Roško 215 cm                                                                 |
| Skok o tyči                 | František Jansa 535 cm                                                               | Petr Habel 520 cm                                                           | Roman Zrun 510 cm                                                                    |
| Skok daleký                 | Jan Leitner 803 cm                                                                   | Zdeněk Mazur 798 cm                                                         | Jaroslav Křivka 776 cm                                                               |
| Trojskok                    | Jaroslav Priščák 16,31 m                                                             | Ivo Bilík 16,19 m                                                           | Ján Čado 16,17 m                                                                     |
| Vrh koulí                   | Jaroslav Brabec 19,97 m                                                              | Remigius Machura 19,94 m                                                    | Josef Kubeš 19,70 m                                                                  |
| Hod diskem                  | Imrich Bugár 66,68 m                                                                 | Antonín Wybraniec 58,28 m                                                   | Josef Kubeš 57,46 m                                                                  |
| Hod kladivem                | Jiří Chamrád 70,80 m                                                                 | Radomil Skoumal 69,76 m                                                     | František Vrbka 68,90 m                                                              |
| Hod oštěpem                 | Jozef Hanušovský 77,02 m                                                             | Zdeněk Adamec 76,74 m                                                       | Vladimír Kobosil 72,76 m                                                             |
| Desetiboj                   | Martin Machura 7854 bodů                                                             | Petr Šářec 7502 bodů                                                        | Jiří Knejp 7335 bodů                                                                 |
| 20 km chůze Praha 21.8.1982 | Jozef Pribilinec 1:23:43                                                             | Pavol Blažek 1:24:17                                                        | Pavol Szikora 1:26:00                                                                |

### Ženy
| Soutěž        | Zlato                                                                                     | Stříbro                                                                                                   | Bronz                                                                                       |
| 100 m         | Taťána Kocembová 11,56                                                                    | Štěpánka Sokolová 11,59                                                                                   | Radislava Šoborová 11,99                                                                    |
| 200 m         | Taťána Kocembová 23,49                                                                    | Štěpánka Sokolová 23,63                                                                                   | Soňa Tomová 24,13                                                                           |
| 400 m         | Jarmila Kratochvílová 49,03                                                               | Věra Tylová 52,34                                                                                         | Milena Matějkovičová 52,36                                                                  |
| 800 m         | Dagmar Kubálková 2:09,33                                                                  | Ludmila Marvánová 2:09,69                                                                                 | Magda Nebovidská 2:10,49                                                                    |
| 1500 m        | Jana Červenková 4:19,68                                                                   | Božena Vykydalová 4:20,1                                                                                  | Alena Kučeríková 4:21,22                                                                    |
| 3000 m        | Jarmila Urbanová 9:25,29                                                                  | Jana Červenková 9:42,70                                                                                   | Alena Kučeríková 9:50,25                                                                    |
| 100 m př.     | Jitka Picková 13,70                                                                       | Jiřina Procházková 13,95                                                                                  | Hana Mužíčková 14,11                                                                        |
| 400 m př.     | Anna Filičková 59,79                                                                      | Slavěna Řeháková 60,57                                                                                    | Jarmila Bordovská 61,20                                                                     |
| 4 × 100 m     | Monika Tallová Eva Kotvasová Soňa Tomová Eva Murková Slávia PF Banská Bystrica 47.15      | Daniela Drinková Agáta Dórová Marta Tomajková Daniela Široká Slávia UK Bratislava 47.19                   | Jitka Novobilská Taťána Kocembová Renata Černochová Ivana Klozová TJ Vítkovice 47.23        |
| 4 × 400 m     | Zuzana Moravčíková Milena Matějkovičová Dagmar Šubrtová Dagmar Kubálková VŠ Praha 3:42.57 | Slavěna Řeháková Gabriela Buzinkaiová Katarína Poludvorná Ľubica Grajciarová Slávia UK Bratislava 3:45.71 | Eva Eibnerová Anna Čepková Renata Gajdošová Alena Šišková Slávia PF Banská Bystrica 3:51.27 |
| Skok do výšky | Ivana Jobbová 184 cm                                                                      | Yvona Tichopádová 181 cm                                                                                  | Eliška Stránská 181 cm                                                                      |
| Skok daleký   | Ludmila Jimramovská 662 cm                                                                | Eva Murková 660 cm                                                                                        | Jarmila Strejčková 653 cm                                                                   |
| Vrh koulí     | Helena Fibingerová 20,56 m                                                                | Zdeňka Bartoňová 19,12 m                                                                                  | Gabriela Hanuláková 16,13 m                                                                 |
| Hod diskem    | Zdeňka Bartoňová 63,46 m                                                                  | Jitka Prouzová 58,46 m                                                                                    | Gabriela Hanuláková 56,84 m                                                                 |
| Hod oštěpem   | Elena Burgárová 56,90 m                                                                   | Kateřina Kotmelová 55,08 m                                                                                | Elena Révayová 54,56 m                                                                      |
| Sedmiboj      | Helena Otáhalová 5761 bodů                                                                | Vanda Nováková 5599 bodů                                                                                  | Zuzana Mrákavová 5010 bodů                                                                  |